# الدين في الجزائر
الدين في الجزائر (2020)

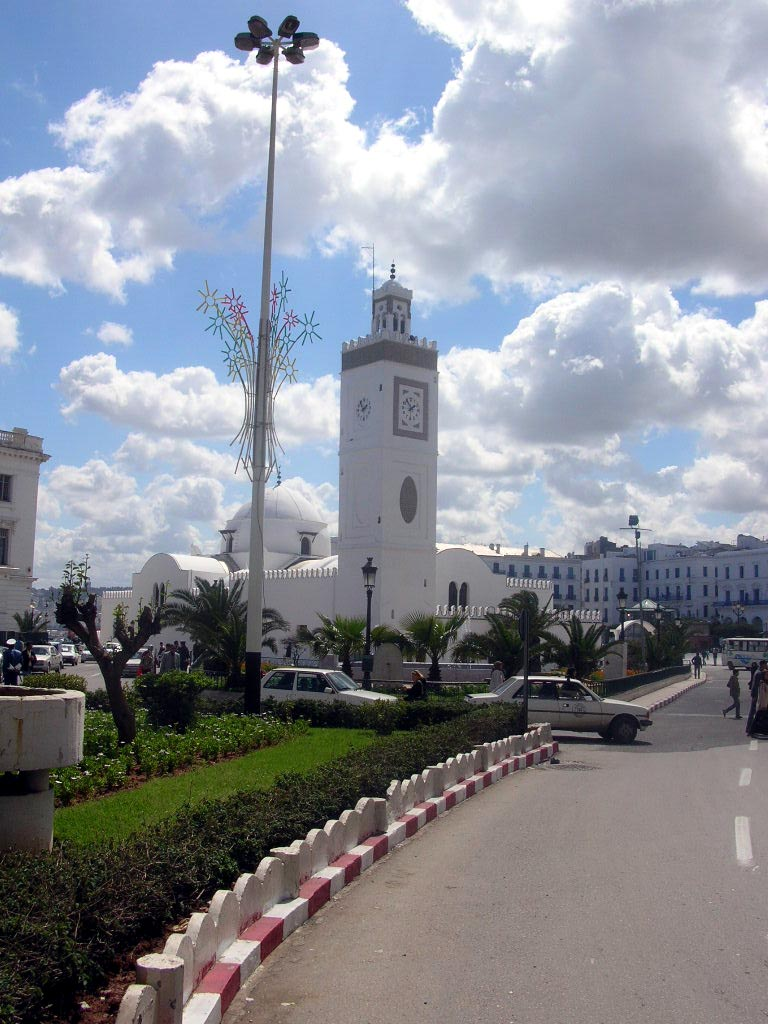
مسجد جامع الجديد بالجزائر، 2005

ليس هناك إحصاء رسمي في ما يخص الديانات في الجزائر، ولكن تشير التقديرات إلى ان الإسلام هو دين الأغلبية من الجزائريين حيث تبلغ نسبتهم ما يقارب 99% من السكان والغالبية العظمى منهم يتبعون المذهب السني مع وجود أقليات تتبع لطوائف (الأحمدية والشيعة والإباضية).
ينص الدستور الجزائري على أن الإسلام هو دين الدولة. وتسمح القوانين الدستورية لغير المسلمين في ممارسة شعائرهم الدينية ضمن حدود معينة.
هناك أيضا الطوائف المسيحية مثل (الروم الكاثوليك ، والأدفنتست السبتيون ، والكنيسة البروتستانتية في الجزائر (اتحاد الجماعات الإصلاحية والميثودية) ، واللوثريون والأنجليكان والأقباط المصريون).
تتراوح تقديرات السكان المسيحيين من 71000 (تقدير لعام 2010)  إلى 200000 (تقرير 2018). تشير أحدث التقديرات المتاحة إلى أن عدد السكان البهائيين يبلغ 3300 (تقرير 2010) ،  ومجتمع يهودي يبلغ تعداده أقل من 200 شخص.
.